# Erdkreuzspinne
Die Erdkreuzspinne (Cercidia prominens), auch Heide-Zirkelspinne genannt, ist eine Webspinne aus der Familie der Echten Radnetzspinnen (Araneidae). Sie ist auf der Nordhalbkugel weit verbreitet.

## Merkmale

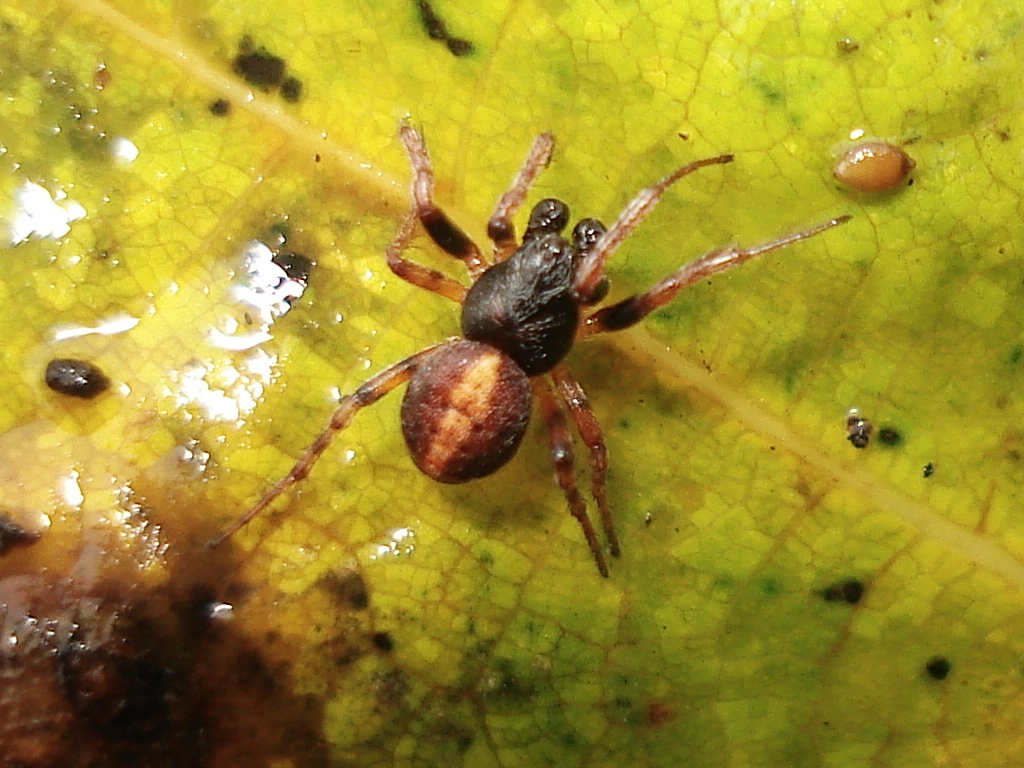
Erdkreuzspinne, Männchen

Die Weibchen der Erdkreuzspinne haben eine Körperlänge von etwa sechs Millimetern, die Männchen bleiben etwas kleiner und erreichen vier bis fünf Millimeter Körperlänge. Die Grundfärbung der Erdkreuzspinne ist rotbraun. Der Hinterleib (Opisthosoma) ist in der Mitte nach vorne hin gelblich aufgehellt, besonders bei Männchen ist diese Zeichnung oft als heller Mittelstreifen sichtbar. Dunklere Querstreifen ergeben mit einem schmalen gleichfarbigen Medianstreifen oft eine Kreuzform. Der Hinterleib ist am vorderen Ende, zum Übergang zum Prosoma hin, annähernd dreieckig zugespitzt. An den beiden Seiten des vorderen Hinterleibs befinden sich außerdem jeweils drei bis vier spitze Dornen, an denen die Art meistens sehr leicht von ähnlichen Arten zu unterscheiden ist.

## Vorkommen
Die Erdkreuzspinne ist europaweit verbreitet, sie kommt auch in Russland bis in den Fernen Osten und im Kaukasus sowie in Kasachstan in Zentralasien vor. Ebenso ist sie in Nordamerika verbreitet.
Ihre bevorzugten Lebensräume sind sowohl feuchte, als auch trockene Stellen mit niedriger Vegetation, wie etwa Heidegebiete und Waldränder. Wahrscheinlich ist die Erdkreuzspinne dort nicht selten, sie ist aber wegen ihrer Tarnfärbung und der verborgenen Lebensweise schwer zu entdecken. Sie ist nicht im Gebirge anzutreffen, kommt jedoch auch an trockenen Stellen in Mooren vor.

## Lebensweise
Die Erdkreuzspinne baut ihr nur etwa fünf bis sechs Zentimeter großes Radnetz auf einer Höhe von fünf Zentimetern zwischen Gräsern oder Kräutern. Sie sitzt meist auf der Netznabe und lässt sich bei Störungen sofort zu Boden fallen. Adulte Tiere der Erdkreuzspinne sind ganzjährig zu finden.

## Systematik und Taxonomie
Die Erdkreuzspinne wurde im Jahr 1851 von Niklas Westring unter dem Namen Epeira prominens zusammen mit vielen anderen neuen Spinnenarten erstmals beschrieben. Später wurde sie in die Gattung Cercidia Thorell, 1869 gestellt. In dieser Gattung gibt es neben der Erdkreuzspinne Cercidia prominens noch zwei weitere Arten: Cercidia levii Marusik, 1985 und Cercidia punctigera Simon, 1889.

## Galerie

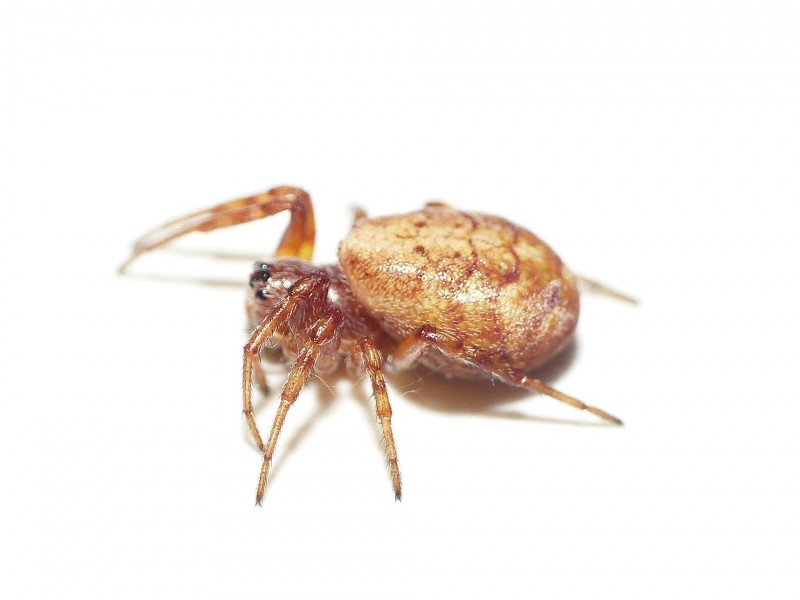
Weibchen – Lateralansicht
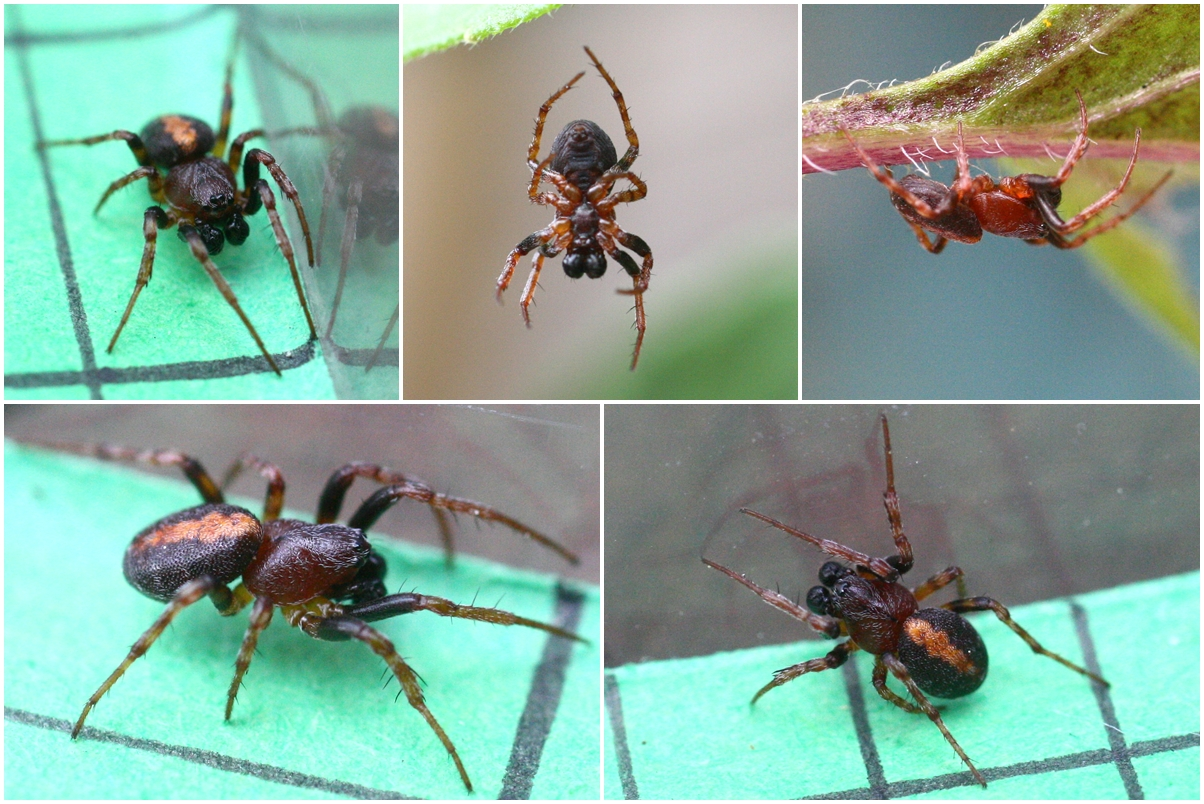
Verschiedene Ansichten eines Männchens